# 마산시장
마산시장은 경상남도 마산시

## 역대 마산시장
| 선출 방식 | 대수 | 이름   | 임기                                | 비고          |
| --------- | ---- | ------ | ----------------------------------- | ------------- |
| 관선      | 1대  | 옥기환 | 1945년 12월 15일 ~ 1946년 5월 13일  |               |
| 관선      | 2대  | 김정희 | 1946년 5월 14일 ~ 1947년 5월 9일    |               |
| 관선      | 3대  | 정재설 | 1947년 5월 10일 ~ 1947년 11월 4일   |               |
| 관선      | 4대  | 손영수 | 1947년 11월 5일 ~ 1949년 6월 20일   |               |
| 관선      | 5대  | 장동은 | 1949년 6월 21일 ~ 1950년 9월 22일   |               |
| 관선      | 6대  | 강봉용 | 1950년 9월 23일 ~ 1951년 10월 4일   |               |
| 관선      | 7대  | 허윤수 | 1951년 10월 5일 ~ 1952년 5월 4일    |               |
| 관선      | 8대  | 김종신 | 1952년 5월 5일 ~ 1953년 5월 15일    |               |
| 관선      | 9대  | 이병진 | 1953년 5월 16일 ~ 1955년 9월 11일   |               |
| 관선      | 10대 | 이병진 | 1955년 9월 24일 ~ 1956년 1월 5일    |               |
| 관선      | 11대 | 박영두 | 1956년 1월 19일 ~ 1960년 1월 18일   |               |
| 관선      | 12대 | 박영두 | 1960년 2월 15일 ~ 1960년 5월 10일   |               |
| 관선      | 13대 | 윤상환 | 1960년 7월 2일 ~ 1960년 11월 30일   |               |
| 관선      | 14대 | 손성수 | 1960년 12월 26일 ~ 1961년 6월 13일  |               |
| 관선      | 15대 | 최병순 | 1961년 10월 2일 ~ 1963년 7월 24일   |               |
| 관선      | 16대 | 최병한 | 1963년 7월 25일 ~ 1964년 11월 9일   |               |
| 관선      | 17대 | 윤동수 | 1964년 11월 10일 ~ 1965년 9월 25일  |               |
| 관선      | 18대 | 김희구 | 1965년 9월 27일 ~ 1966년 1월 20일   |               |
| 관선      | 19대 | 변광영 | 1966년 3월 8일 ~ 1968년 5월 1일     |               |
| 관선      | 20대 | 안재흥 | 1968년 5월 2일 ~ 1970년 12월 4일    |               |
| 관선      | 21대 | 김종구 | 1970년 12월 8일 ~ 1971년 8월 11일   |               |
| 관선      | 22대 | 이남두 | 1971년 8월 13일 ~ 1974년 11월 12일  |               |
| 관선      | 23대 | 최재영 | 1974년 11월 13일 ~ 1976년 7월 25일  |               |
| 관선      | 24대 | 원병의 | 1976년 7월 26일 ~ 1976년 10월 28일  |               |
| 관선      | 25대 | 김태옥 | 1976년 10월 28일 ~ 1978년 4월 11일  |               |
| 관선      | 26대 | 성해기 | 1978년 4월 12일 ~ 1980년 7월 31일   |               |
| 관선      | 27대 | 이재석 | 1980년 8월 1일 ~ 1981년 4월 8일     |               |
| 관선      | 28대 | 이판석 | 1981년 5월 18일 ~ 1983년 12월 26일  |               |
| 관선      | 29대 | 김영환 | 1983년 12월 27일 ~ 1985년 7월 7일   |               |
| 관선      | 30대 | 이의익 | 1985년 7월 8일 ~ 1986년 12월 23일   |               |
| 관선      | 31대 | 박종택 | 1986년 12월 24일 ~ 1989년 12월 26일 |               |
| 관선      | 32대 | 윤희윤 | 1989년 12월 27일 ~ 1991년 1월 9일   |               |
| 관선      | 33대 | 안길현 | 1991년 1월 10일 ~ 1992년 5월 15일   |               |
| 관선      | 34대 | 김충규 | 1992년 5월 16일 ~ 1993년 3월 16일   |               |
| 관선      | 35대 | 김영동 | 1993년 3월 17일 ~ 1994년 12월 31일  |               |
| 관선      | 36대 | 여주환 | 1995년 1월 1일 ~ 1995년 6월 30일    | 22대 진해시장 |
| 민선      | 37대 | 김인규 | 1995년 7월 1일 ~ 1998년 6월 30일    |               |
| 민선      | 38대 | 김인규 | 1998년 7월 1일 ~ 2001년 3월 13일    |               |
| 민선      | 39대 | 황철곤 | 2001년 4월 27일 ~ 2002년 6월 30일   |               |
| 민선      | 40대 | 황철곤 | 2002년 7월 1일 ~ 2006년 6월 30일    |               |
| 민선      | 41대 | 황철곤 | 2006년 7월 1일 ~ 2010년 6월 30일    |               |